# Keystone (Dakota del Sur)
Keystone es un pueblo ubicado en el condado de Pennington en el estado estadounidense de Dakota del Sur. En el Censo de 2020 tenía una población de 240 habitantes y una densidad poblacional de 44.15 personas por km².
Tuvo sus orígenes en 1883 como un pueblo minero, y desde entonces se ha transformado en una ciudad turística, que atiende las necesidades de los millones de visitantes del Monte Rushmore National Memorial, que se encuentra justo encima de los límites de la ciudad.
Entre sus atractivos turísticos está el Black Hills Ferrocarril Central, construido en 1900 para el oro en Black Hills. En la actualidad opera trenes de pasajeros tirados por locomotoras de vapor conservadas.
Carrie Ingalls (de La casa de la pradera) pasó una parte importante de su vida adulta allí, viviendo con su marido David N. Swanzey y sus hijos. Su hermana Mary Ingalls vivió con ellos durante un tiempo y murió aquí en 1928.

## Geografía
Keystone se encuentra ubicado en las coordenadas 43°53′44″N 103°25′36″O / 43.89556, -103.42667. Según la Oficina del Censo de los Estados Unidos, Keystone tiene una superficie total de 7.41 km², de la cual 7.41 km² corresponden a tierra firme y (0%) 0 km² es agua.

## Demografía
Según el censo de 2010, había 337 personas residiendo en Keystone. La densidad de población era de 45,5 hab./km². De los 337 habitantes, Keystone estaba compuesto por el 93.77% blancos, el 0% eran afroamericanos, el 3.26% eran amerindios, el 0.59% eran asiáticos, el 0.3% eran isleños del Pacífico, el 0.3% eran de otras razas y el 1.78% pertenecían a dos o más razas. Del total de la población el 8.31% eran hispanos o latinos de cualquier raza.